# Route nationale 383
Pour les articles homonymes, voir Route 383.
La route nationale 383, ou RN 383, est une route nationale française correspondant aux sections orientales et méridionales du Boulevard périphérique de Lyon. Le décret du 5 décembre 2005 prévoit le transfert de la RN 383 au département du Rhône ; elle sera renumérotée RD 383.
Auparavant, la RN 383 reliait Vouziers à Biermes constituant une liaison entre Vouziers et Rethel par la vallée de l'Aisne. À la suite de la loi de 1972, elle a été renumérotée RD 983.

## Ancien tracé de Vouziers à Biermes (D 983)
- Vouziers (km 0)

- Condé-lès-Vouziers (km 2)
- Vrizy (km 4)

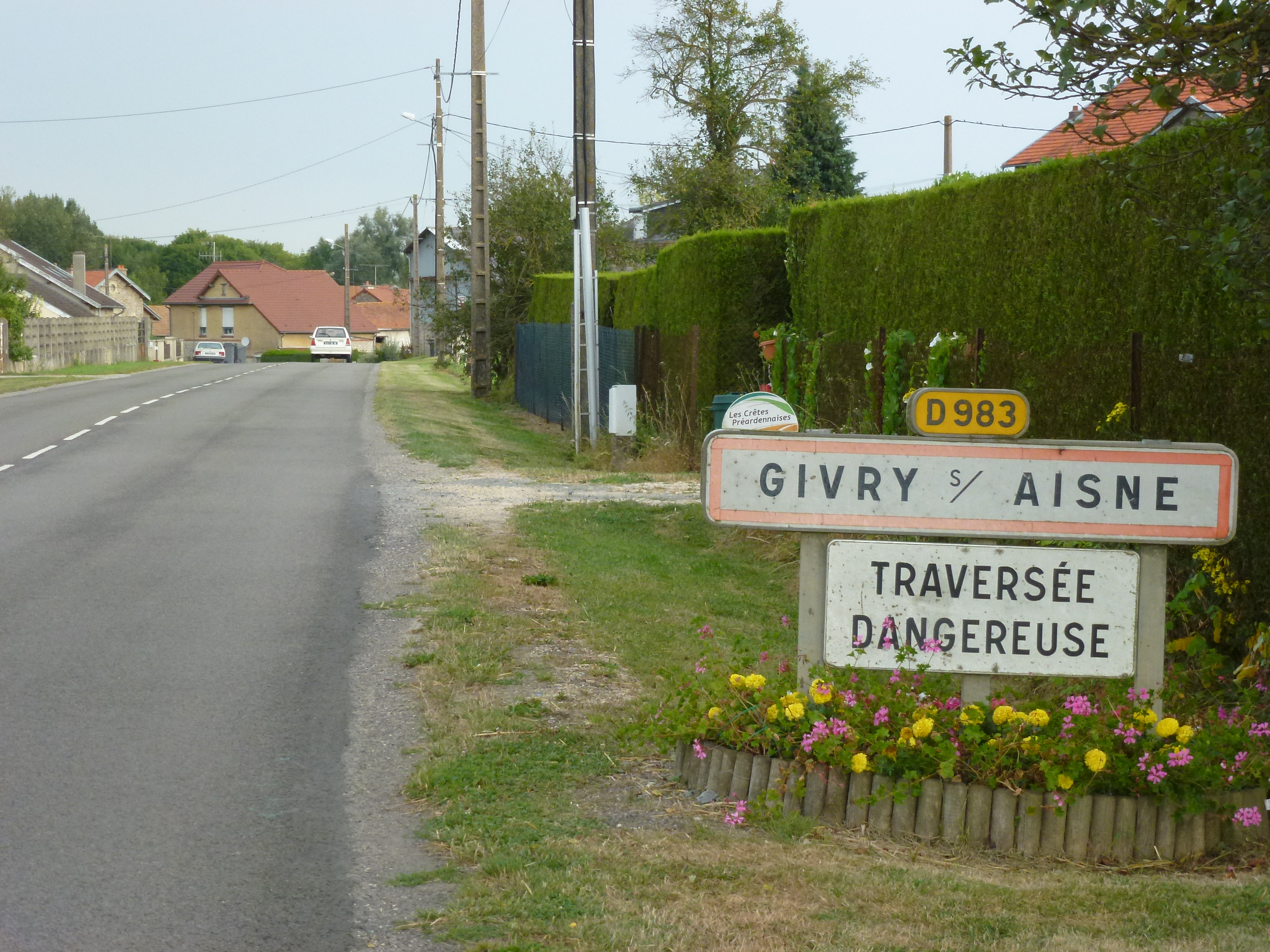
L'ex-RN 383 à Givry-sur-Aisne.

- Roche, commune de Chuffilly-Roche (km 9)
- Attigny (km 14)
- Givry-sur-Aisne (km 18)
- Ambly-Fleury (km 22)
- Seuil (km 24)
- Thugny-Trugny (km 27)
- Biermes (km 29)